# Rob Walker

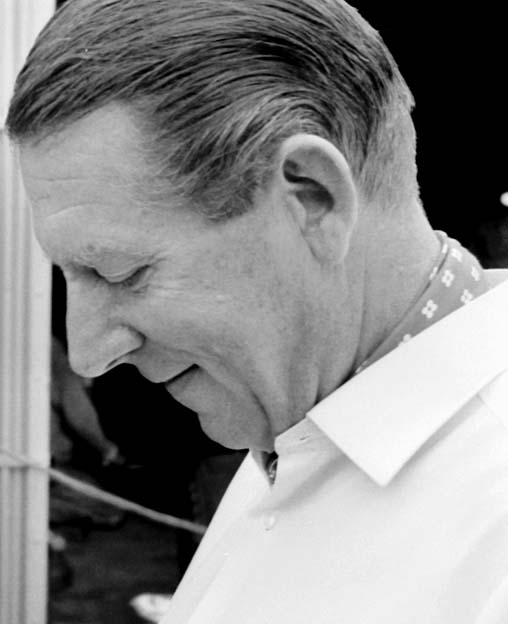
Rob Walker 1969

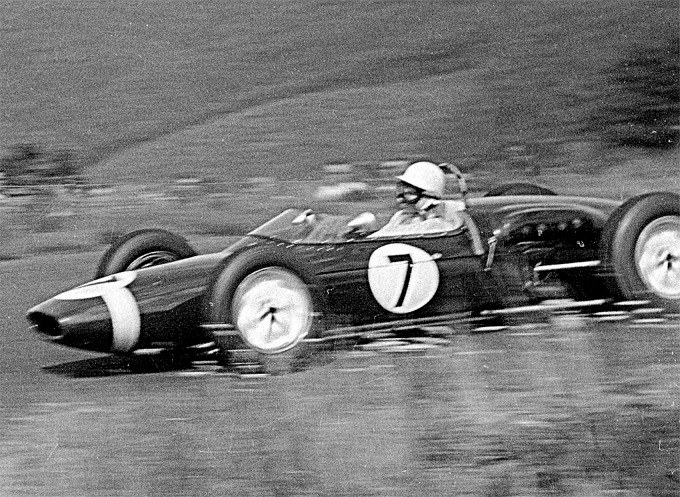
Stirling Moss im Lotus des Walker-Teams 1961 auf dem Nürburgring

Robert Ramsey Campbell „Rob“ Walker (* 14. August 1917 in Rickmansworth; † 29. April 2002 in Mendip) war ein schottischer Rennfahrer und Formel-1-Rennstallbesitzer. Sein Privatteam Rob Walker Racing Team zählte zu den erfolgreichsten und bekanntesten in der Formel-1-Geschichte.

## Karriere
Rob Walker stammte aus einer reichen schottischen Familie, der die Whiskyfirma Johnnie Walker gehörte. In den 1930er-Jahren versuchte er sich selbst als Rennfahrer und erreichte den achten Platz beim 24-Stunden-Rennen von Le Mans 1939. Nach dem Zweiten Weltkrieg, in dem er als britischer Flugzeugpilot diente, gründete er zunächst ein Sportwagen-Privatteam mit Delage- und Delahaye-Fahrzeugen. Zunächst war er selbst als Rennfahrer tätig, später verpflichtete er unter anderem Tony Rolt, Peter Walker und Eric Thompson. Auch spätere Spitzenpiloten wie Peter Collins und Stirling Moss konnten in Fahrzeugen von Rob Walker ihre Klasse beweisen.
Ab der Formel-1-Saison 1956 war Walkers Team in der Formel 1 vertreten, ab 1957 mit Fahrzeugen von Cooper. 1958 gelangen seinem Privatteam die ersten Siege, Stirling Moss in Argentinien und Maurice Trintignant in Monaco; 1959 feierte Moss einen weiteren Sieg in Portugal. Im Januar 1959 traf Walker auf einer englischen Landstraße auf den eben zurückgetretenen Formel-1-Weltmeister Mike Hawthorn. Es kam zu einem spontanen Wettrennen, in dessen Verlauf Hawthorn tödlich verunglückte.
Von 1960 bis 1962 trat Walker mit Lotus-Fahrzeugen an, und Stirling Moss bescherte ihm vier weitere Siege (Monaco und USA 1960, Monaco und Deutschland 1961). Ab 1964 startete das Walker-Privatteam auf Brabham: Jochen Rindt hatte seine ersten Formel-1-Einsätze in diesem Team, und Joakim Bonnier und Jo Siffert zählten zu Walkers wichtigsten Fahrern in den 1960er-Jahren.
In den 1970er-Jahren versuchte es Walker mit Fahrzeugen von Lotus und McLaren, doch den finanziell besser ausgestatteten Werksteams war der Privatier unterlegen; daran konnten auch Fahrer wie Graham Hill, John Surtees und Mike Hailwood, die Walker unter Vertrag hatte, nichts ändern.
1975 wurde das Walker-Team aufgelöst und Rob Walker wurde Motorsportjournalist, bis er Mitte der 1990er-Jahre in den Ruhestand trat. 2002 starb Rob Walker im Alter von 84 Jahren.

## Statistik

### Le-Mans-Ergebnisse
| Jahr | Team         | Fahrzeug       | Teamkollege | Platzierung | Ausfallgrund |
| ---- | ------------ | -------------- | ----------- | ----------- | ------------ |
| 1939 | Count Heyden | Delahaye 135CS | Ian Connell | Rang 8      |              |